# James David Forbes
James David Forbes, škotski fizik, * 20. april 1809, † 31. december 1868.
Po njem so poimenovali Forbesovo reko in Forbesove ledenike na Novi Zelandiji.

## Priznanja

### Nagrade
- Rumfordova medalja (1838)
- Kraljeva medalja (1843)